# Luigi Tenco (1962)
Luigi Tenco è il primo album discografico di Luigi Tenco, pubblicato nel 1962.

## Descrizione
Contiene due brani già pubblicati su 45 giri (Mi sono innamorato di te/Angela), due nuove versioni di canzoni già pubblicate, che per l'occasione vengono pubblicate in contemporanea su 45 giri (Quando/Il mio regno), e gli inediti Io sì e Una brava ragazza (che verranno pubblicati su 45 giri a settembre del 1963), La mia valle, Il tempo passò, Come mi vedono gli altri e Cara maestra (che verrà pubblicato su 45 giri a novembre del 1967).
L'album è presente nella classifica dei 100 migliori album italiani più belli di sempre secondo Rolling Stone Italia alla posizione numero 22.

## Tracce
Lato A
Testi e musiche di Luigi Tenco.
1. Quando (seconda versione) – 2:57
2. Una brava ragazza – 3:39
3. La mia valle (dal "Capriccio Italiano" di Ciaikovski) – 2:38
4. Cara maestra – 2:38
5. Il mio regno (seconda versione) – 4:05

Lato B
Testi e musiche di Luigi Tenco (salvo diversamente indicato).
1. Angela (prima versione) – 2:47
2. Mi sono innamorato di te – 2:41
3. Io sì – 3:22
4. Il tempo passò – 2:21 (musica: Gian Franco Reverberi)
5. Come mi vedono gli altri – 2:39 (musica: Gian Franco Reverberi)

## Musicisti
- Luigi Tenco - voce
- Giampiero Boneschi - direzione d'orchestra (A1, A2, A3, A4, B2, B3, B4, B5)
- Gian Franco Reverberi - direzione d'orchestra (A5), arrangiamenti (B4, B5)
- Luis Enríquez Bacalov - direzione d'orchestra (B1)

## Ristampa
- Ristampa in CD 2001 - BMG Ricordi, 74321 870942